# Mosel, Wisconsin
Mosel là một thị trấn thuộc quận Sheboygan, tiểu bang Wisconsin, Hoa Kỳ. Năm 2010, dân số của thị trấn này là 741 người.